# Wiggle High5
Wiggle High5 was een Brits professioneel vrouwenwielrenteam, dat tussen 2013 en 2018 in het vrouwencircuit rondreed, de eerste drie seizoenen onder de naam Wiggle Honda. Het werd geleid door ex-renster Rochelle Gilmore en werd mede gevormd door de Bradley Wiggins foundation en de Britse wielerbond. Internetwinkel Wiggle en sportvoedingsfabrikant High5 waren de hoofdsponsors.
In 2013 telde het team 14 rensters uit zeven verschillende landen. Naast jonge talenten als Lauren Kitchen en Laura Trott, reden er ook toppers als Linda Villumsen en Giorgia Bronzini. Vooral die laatste had met 17 zeges een belangrijk aandeel in het succes van het team. Het daaropvolgende seizoen bleef de samenstelling van het team vrijwel gelijk, met weer Villumsen en Bronzini als speerpunten.
Aan de vooravond van het seizoen 2015 waren er bij Wiggle Honda verschillende transfers. Zo verlieten verschillende Britse rensters het team, net als Villumsen en Charlotte Becker. Andere rensters vervoegden het team dan weer, zo werden o.a. de Amerikaanse klimster Mara Abbott, de Belgische spurtster Jolien D'Hoore en de Italiaanse Elisa Longo Borghini aangetrokken. In 2016 kwamen Amy Pieters en Lucy Garner over van Liv-Plantur en Emma Johansson van Orica-AIS. De Zweedse Emilia Fahlin vertrok na twee jaar naar Alé Cipollini. In juni 2016 werd ploegleider Egon van Kessel vervangen door Donna Rae-Szalinski.
Voor het seizoen 2017 werd het team versterkt met de Duitse Claudia Lichtenberg, de Australische Amy Cure (beide van Lotto Soudal Ladies), de Britse Grace Garner (zus van Lucy) en de Deense Julie Leth (Hitec Products). Ook Emilia Fahlin keerde terug, na één seizoen bij Alé Cipollini, het team waar de Australische sprintster Chloe Hosking heen vertrok. De Britten Danielle King en Anna Christian verruilden Wiggle voor resp. Cylance en Drops Cycling Team en Amy Pieters ging terug naar een Nederlands team: Boels Dolmans. Mara Abbott sloot na de verloren Olympische wegrit haar carrière af, Giorgia Bronzini stelde haar pensioenplannen uit en Emma Johansson stopte na 2016 weliswaar met wegwielrennen, maar bleef in 2017 als trainer/coach in dienst van de ploeg.
Na het seizoen van 2017 verlieten enkele rensters de ploeg. Zo beëindigden Claudia Lichtenberg na één jaar bij Wiggle en Anna Sanchis na een jaar afwezigheid door haar zwangerschap hun carrières, Jolien D'Hoore stapte over naar Orica-Scott, Amy Roberts trok naar Parkhotel Valkenburg-Destil, Mayuko Hagiwara naar Alé Cipollini en Giorgia Bronzini naar Cylance. De ploeg kreeg in 2018 versterking van de Nederlandse topsprintster Kirsten Wild (Cylance), de Britse Elinor Barker (die in 2013 en 2014 ook al voor de ploeg reed), de Duitse Lisa Brennauer (Canyon-SRAM), de Japanse Eri Yonamine (FDJ), de Schotse Olympisch en wereldkampioene op de baan Katie Archibald (WNT), de Oostenrijkse Martina Ritter (Drops) en de Italiaanse Rachele Barbieri (Cylance).
In juli 2018 werd bekend dat het team eind 2018 op zal houden te bestaan. In een videoboodschap gaf eigenaar Gilmore aan waarom het team niet verder zal gaan en gaf ze enkele aantallen van het zesjarige bestaan. Zo reden er in totaal 43 rensters bij het team, van 16 verschillende nationaliteiten, wonnen ze 25 nationale kampioenschappen en boekten ze in totaal 143 overwinningen. De meeste rensters hadden eind 2018 reeds een ploeg gevonden voor het volgende seizoen. Zo vertrok het pas aangetrokken duo Kirsten Wild en Lisa Brennauer naar WNT-Rotor, het duo Elisa Longo Borghini en Audrey Cordon-Ragot (die beide vier jaar voor Wiggle reden) naar Trek-Segafredo, Lucy Garner naar Hitec Products, Emilia Fahlin naar FDJ Nouvelle-Aquitaine Futuroscope, Eri Yonamine naar Alé Cipollini en Grace Brown naar Mitchelton-Scott.

## Galerij

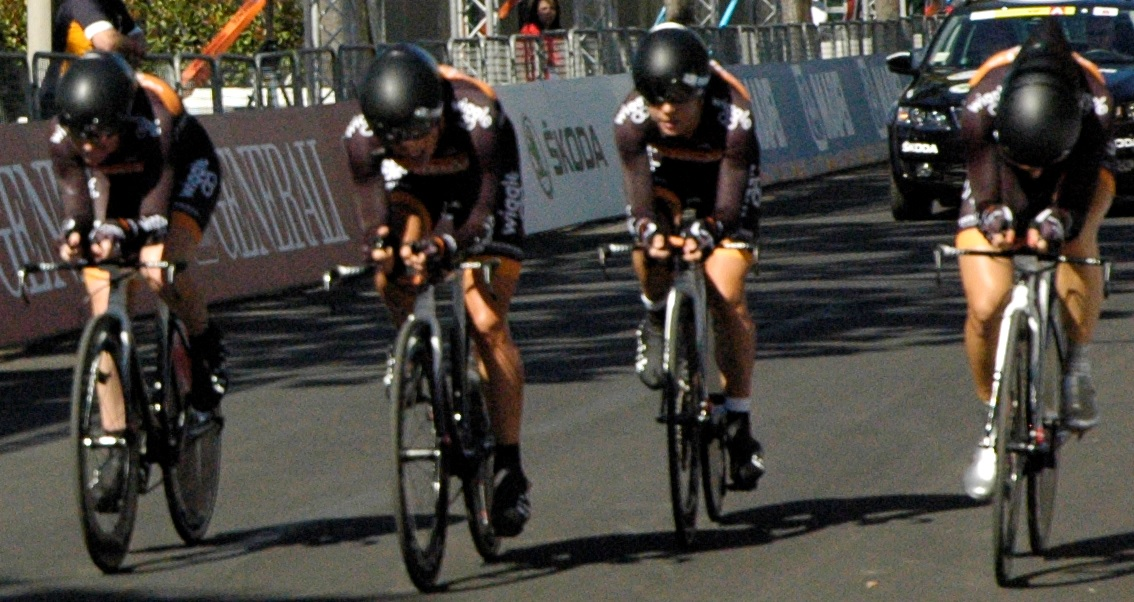
Wiggle Honda in WK ploegentijdrit 2013
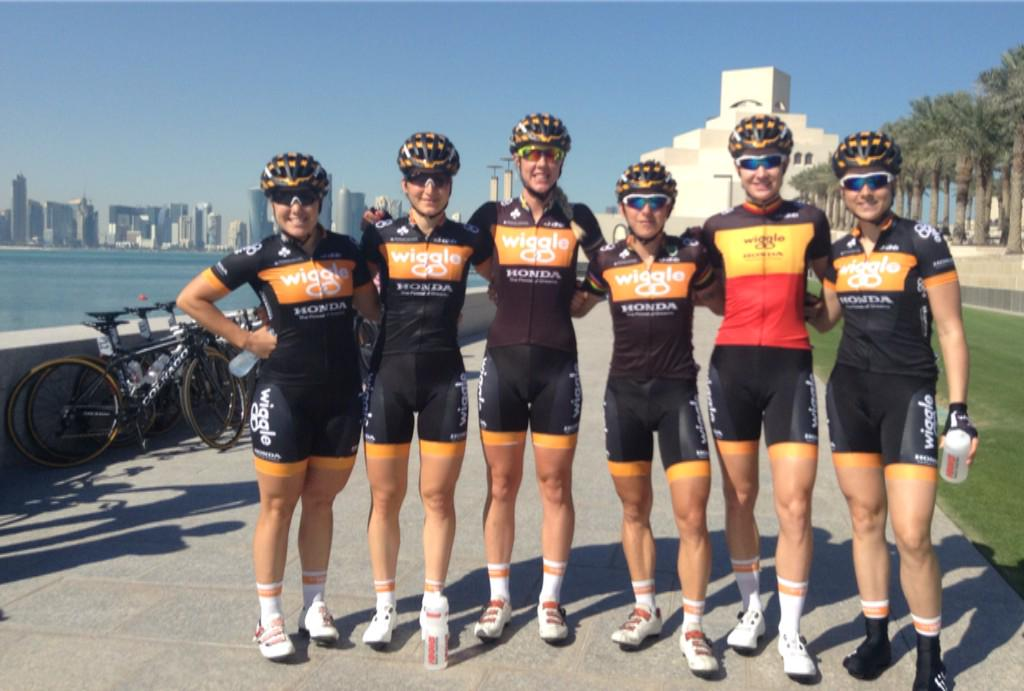
Wiggle Honda in Ronde van Qatar 2015
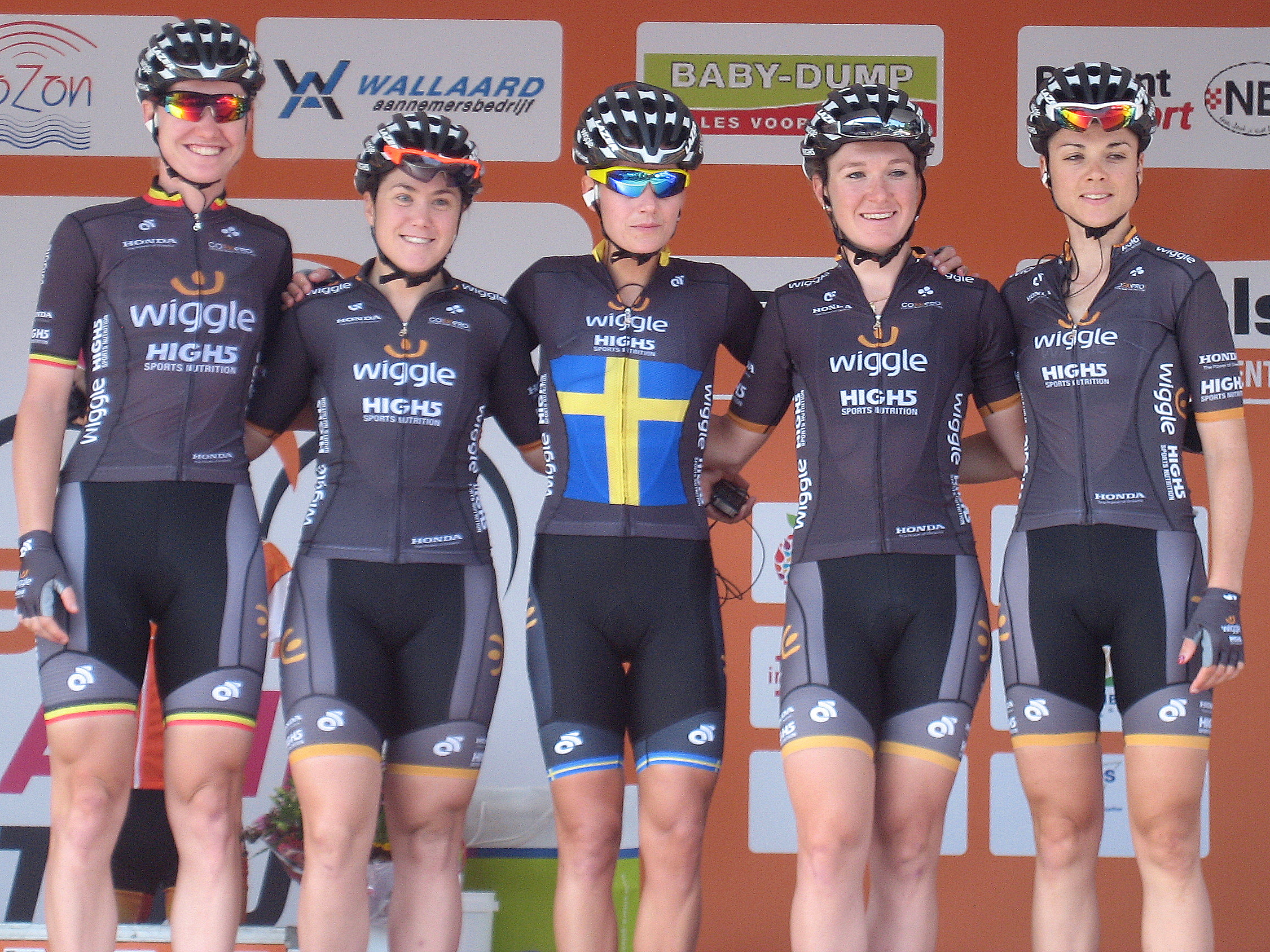
Wiggle High5 in Holland Ladies Tour 2016
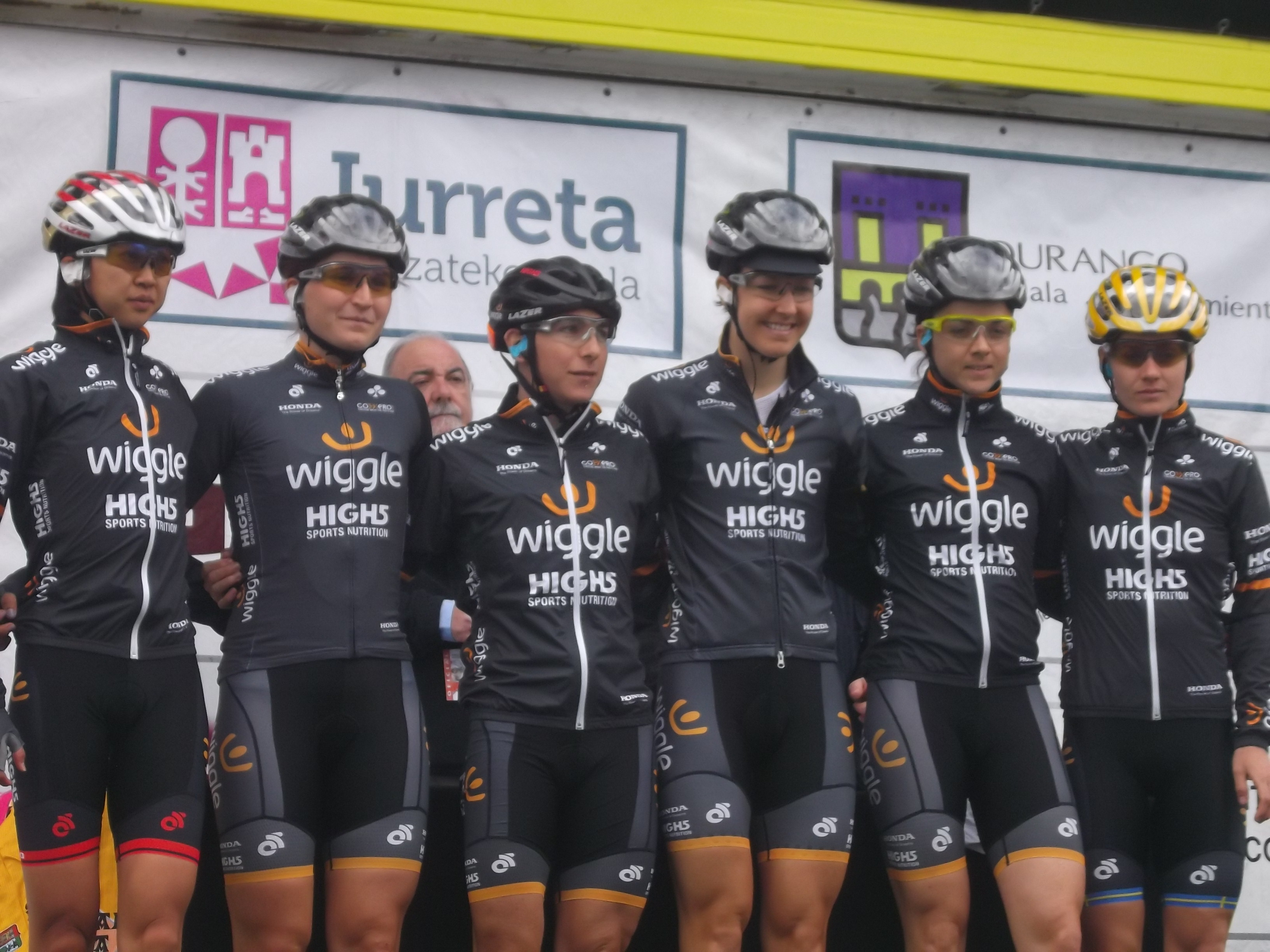
Wiggle High5 in Emakumeen Bira 2016
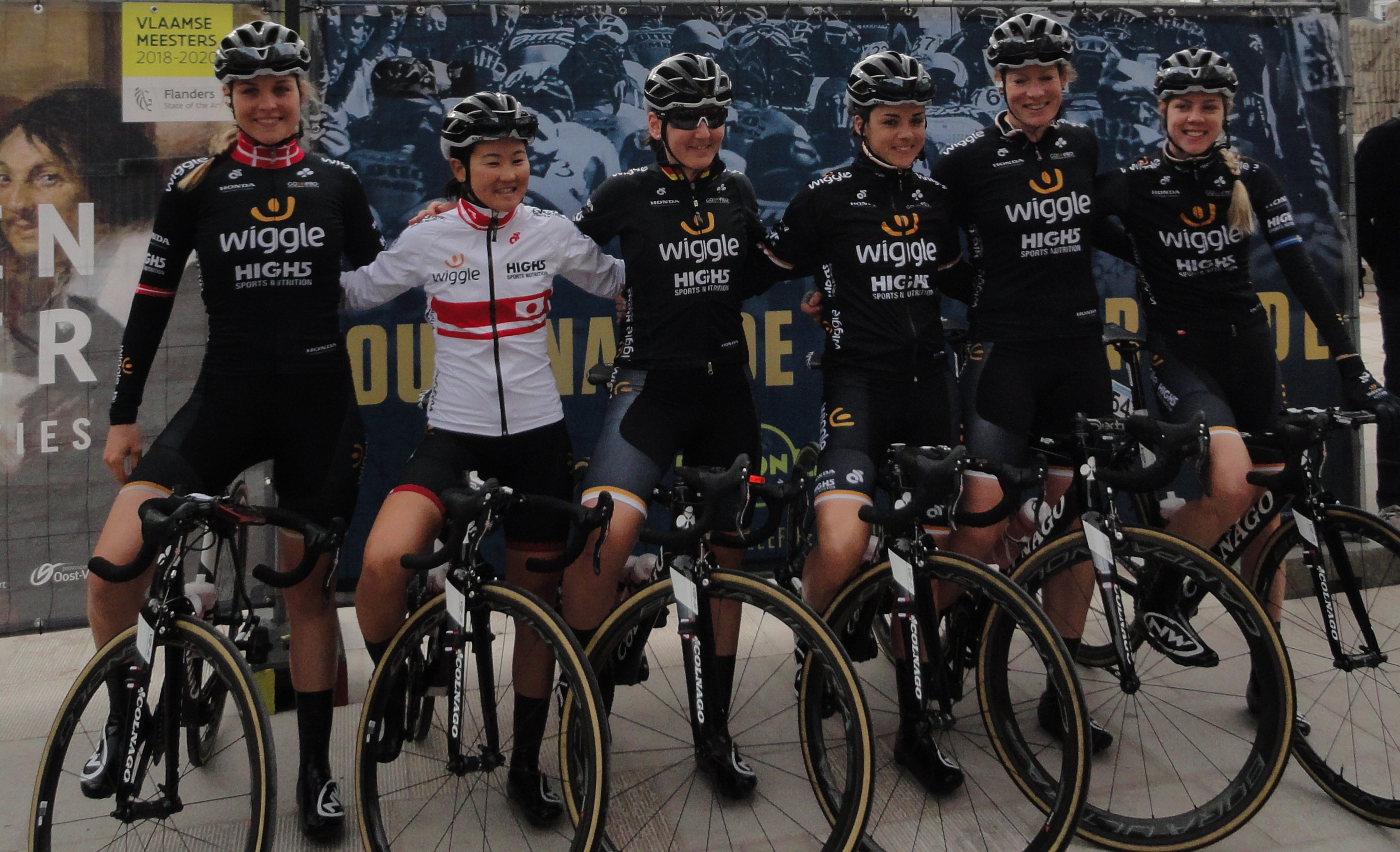
Wiggle High5 in Ronde van Vlaanderen 2018
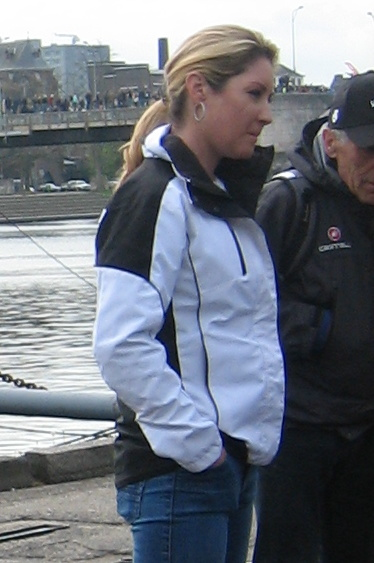
Eigenaar Rochelle Gilmore
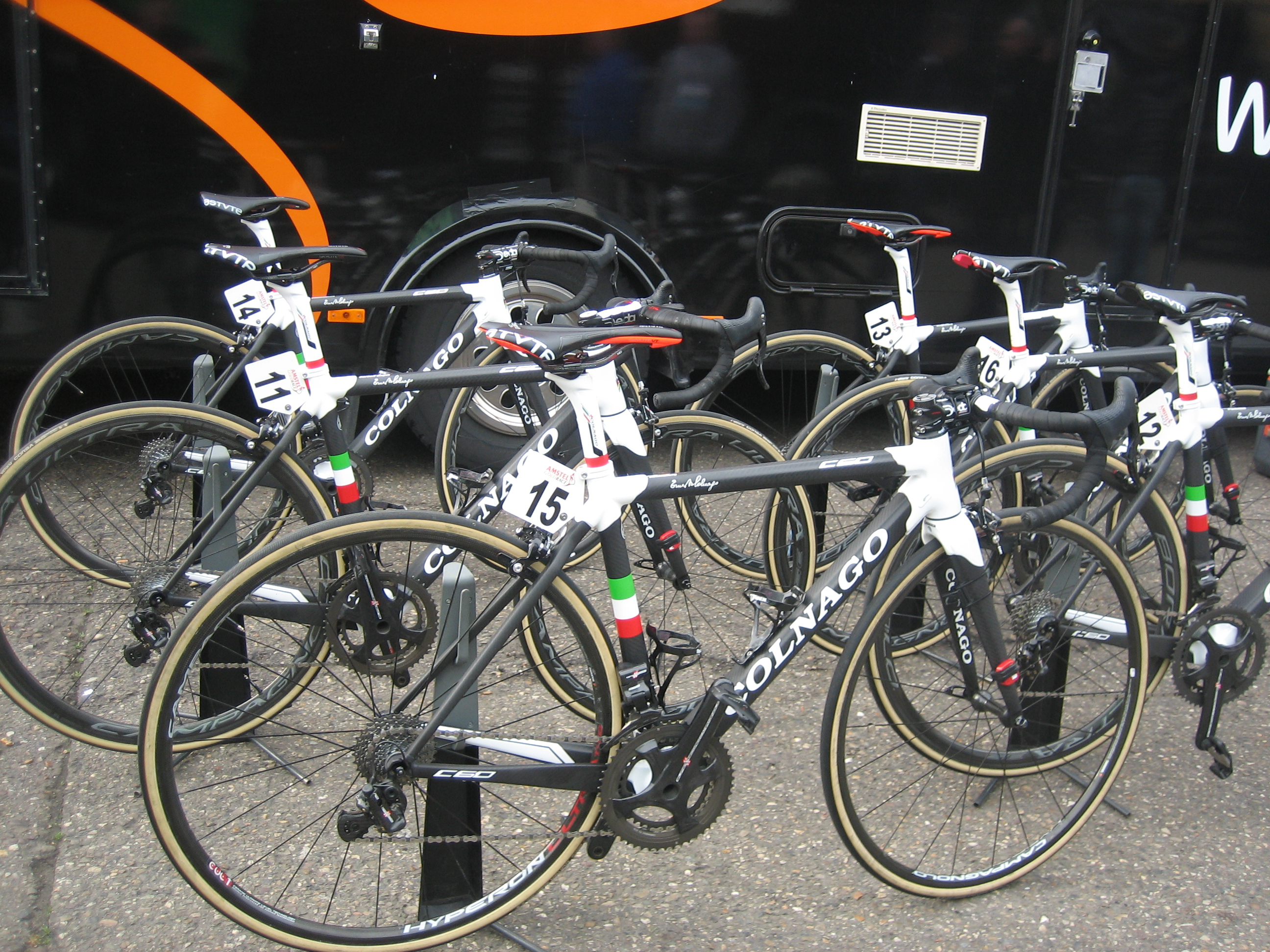
Colnago-fietsen
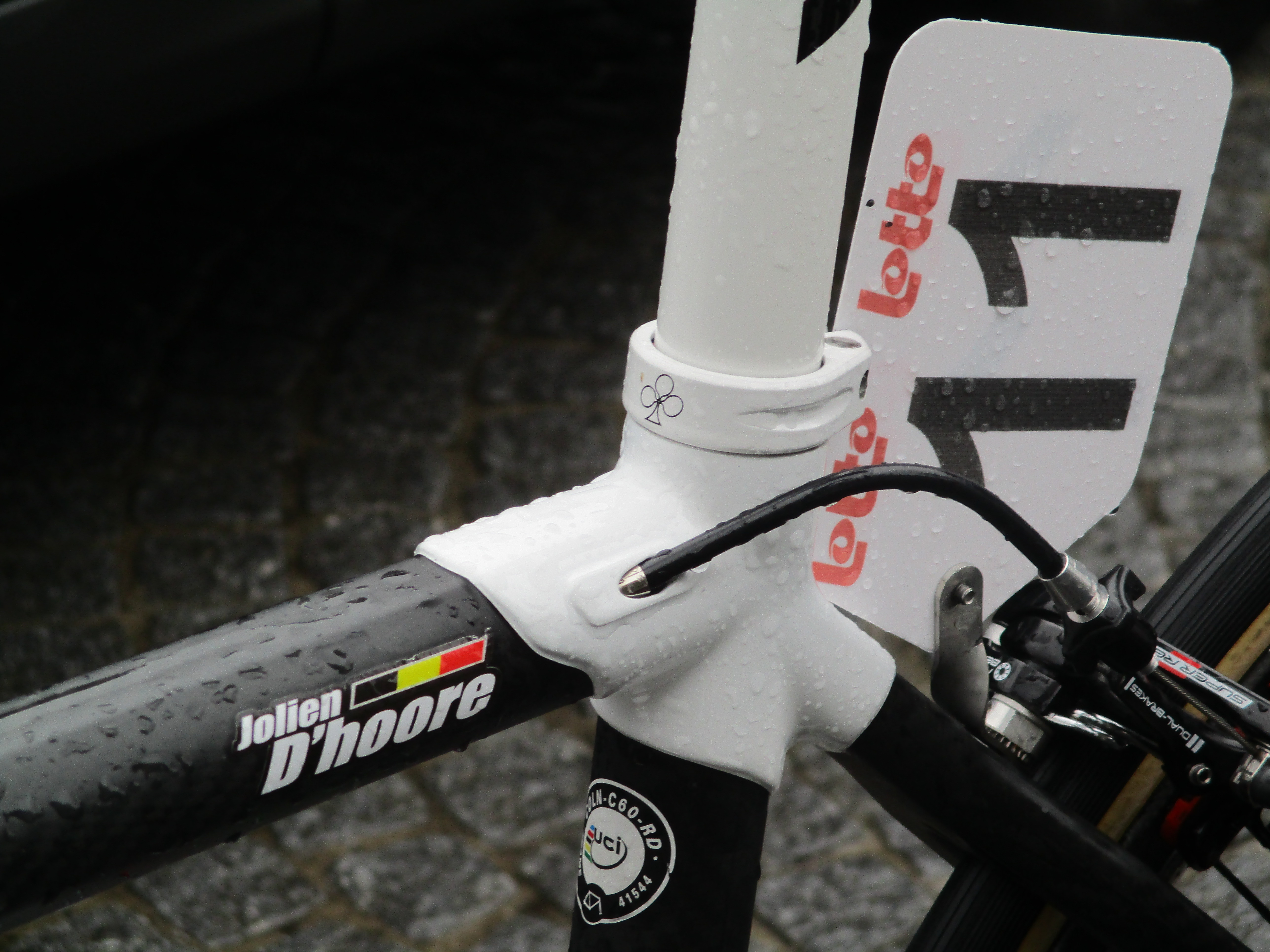
Fiets van Jolien D'Hoore

## 2018

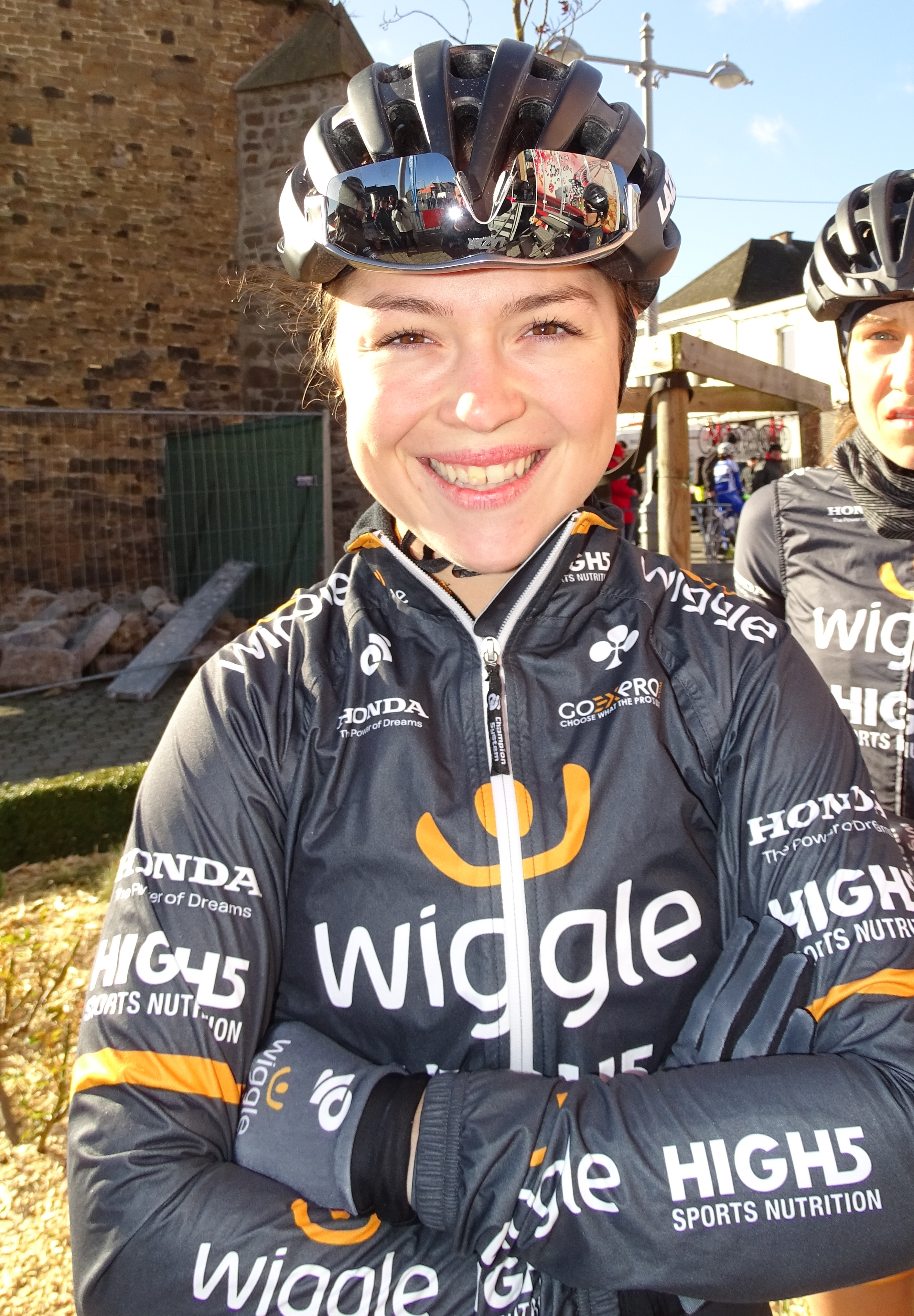
Lucy Garner in 2016.

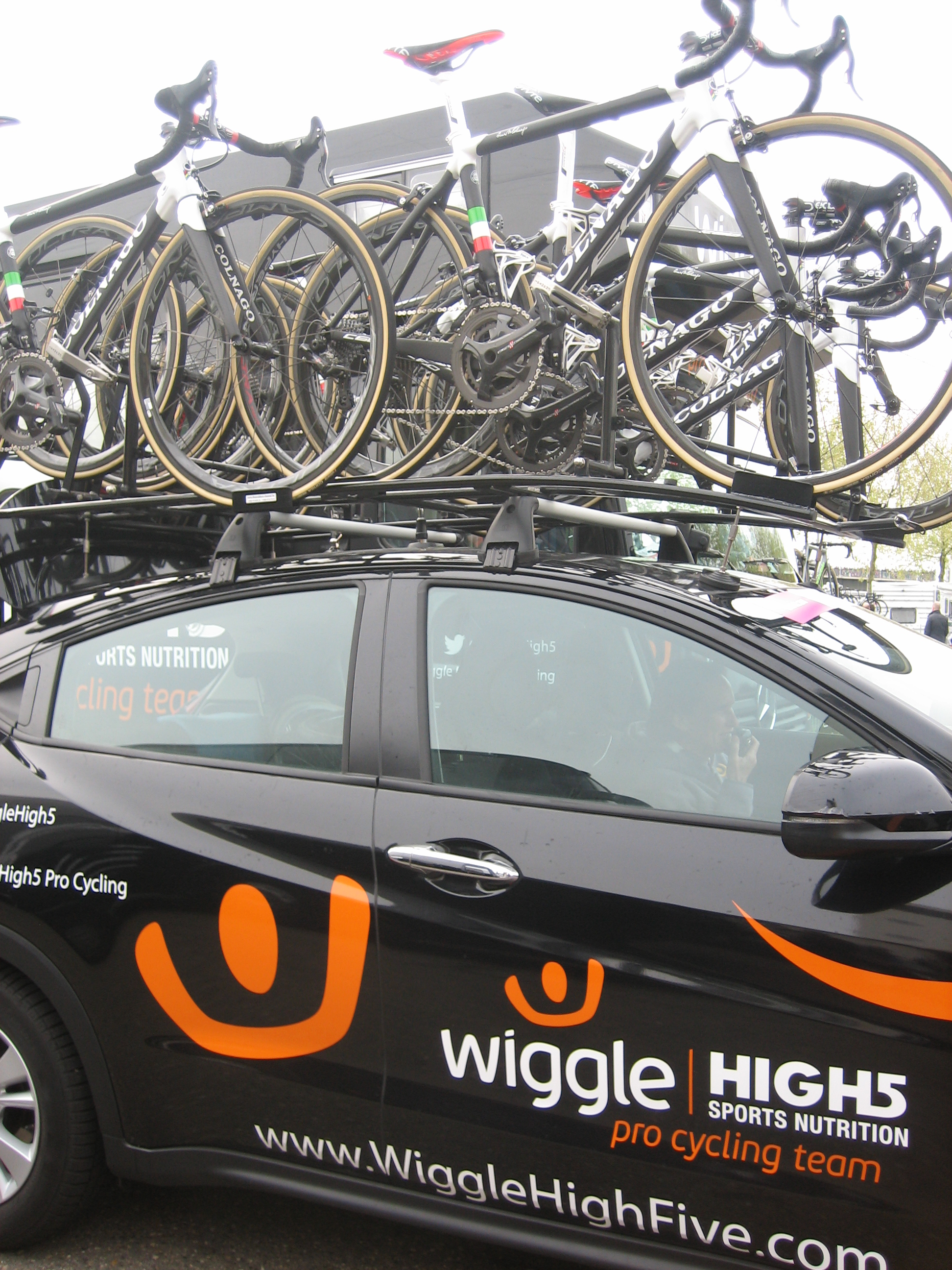
Teamauto en -fietsen.

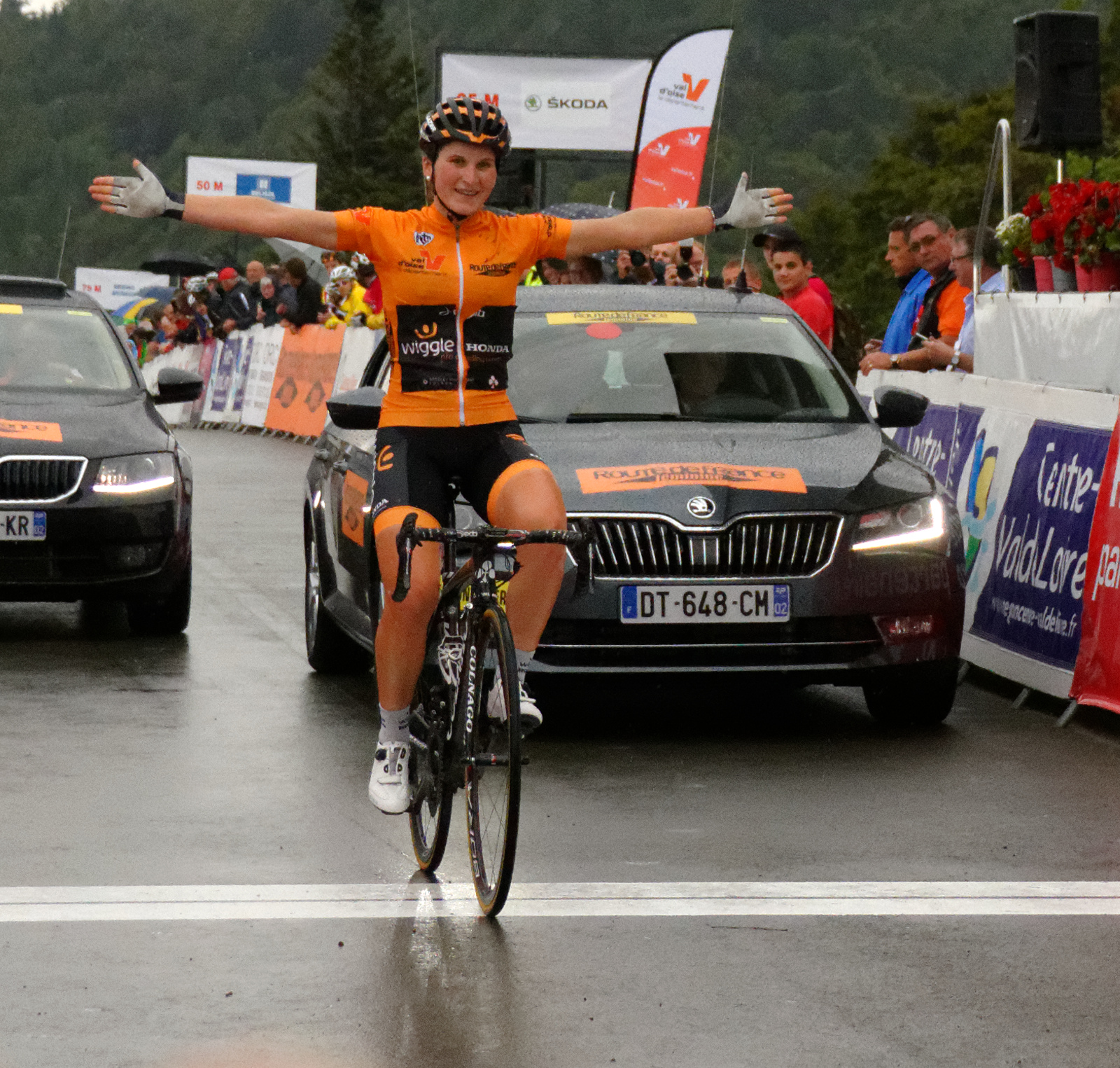
Elisa Longo Borghini wint La Route de France 2015 op La Planche des Belles Filles.

### Transfers
| Inkomend         | Team 2017                          | Uitgaand            | Team 2018                   |
| ---------------- | ---------------------------------- | ------------------- | --------------------------- |
| Katie Archibald  | Team WNT                           | Giorgia Bronzini    | Cylance Pro Cycling         |
| Rachele Barbieri | Cylance Pro Cycling                | Jolien D'Hoore      | Orica-Scott                 |
| Elinor Barker    | Matrix                             | Mayuko Hagiwara     | Alé Cipollini               |
| Lisa Brennauer   | Canyon-SRAM                        | Emma Johansson      | Einde carrière              |
| Martina Ritter   | Drops Cycling Team                 | Claudia Lichtenberg | Einde carrière              |
| Kirsten Wild     | Cylance Pro Cycling                | Amy Roberts         | Parkhotel Valkenburg-Destil |
| Eri Yonamine     | FDJ Nouvelle-Aquitaine Futuroscope | Anna Sanchis        | Einde carrière              |

### Renners
| Naam                      | Geboortedatum | Nationaliteit       | Ploeg 2017                         |
| ------------------------- | ------------- | ------------------- | ---------------------------------- |
| Katie Archibald           | 12-03-1994    | Verenigd Koninkrijk | Team WNT                           |
| Rachele Barbieri          | 21-02-1997    | Italië              | Cylance Pro Cycling                |
| Elinor Barker             | 07-09-1994    | Verenigd Koninkrijk |                                    |
| Lisa Brennauer            | 08-06-1988    | Duitsland           | Canyon-SRAM                        |
| Grace Brown (vanaf 1 mei) | 07-07-1992    | Australië           | Holden                             |
| Audrey Cordon             | 22-09-1989    | Frankrijk           |                                    |
| Amy Cure                  | 31-12-1992    | Australië           |                                    |
| Annette Edmondson         | 17-12-1991    | Australië           |                                    |
| Emilia Fahlin             | 24-10-1988    | Zweden              |                                    |
| Grace Garner              | 19-06-1997    | Verenigd Koninkrijk |                                    |
| Lucy Garner               | 20-09-1994    | Verenigd Koninkrijk |                                    |
| Julie Leth                | 13-07-1992    | Denemarken          |                                    |
| Elisa Longo Borghini      | 10-12-1991    | Italië              |                                    |
| Martina Ritter            | 23-09-1982    | Oostenrijk          | Drops Cycling Team                 |
| Kirsten Wild              | 15-10-1982    | Nederland           | Cylance Pro Cycling                |
| Eri Yonamine              | 25-04-1991    | Japan               | FDJ Nouvelle-Aquitaine Futuroscope |

## Belangrijkste overwinningen
2013
 Eindklassement La Route de France, Linda Villumsen
Etappes 1, 2, 3, 4, 5 en 6, Giorgia Bronzini
Etappe 7, Linda Villumsen
 Puntenklassement, Tour de l'Ardèche, Giorgia Bronzini
 Bergklassement, Linda Villumsen
 Combinatieklassement, Linda Villumsen
Proloog, Linda Villumsen
Etappes 1, 3 en 6, Giorgia Bronzini
 Eindklassement Tour of Zhoushan Island, Giorgia Bronzini
1e etappe, Giorgia Bronzini
RideLondon Grand Prix, Laura Trott
Omloop van het Hageland, Emily Collins
Grote Prijs van Wallonië, Mayuko Hagiwara
1e etappe GP Elsy Jacobs, Giorgia Bronzini
2e etappe Ronde van Chongming, Giorgia Bronzini
2e etappe Giro Rosa, Giorgia Bronzini
1e etappe Giro della Toscana, Giorgia Bronzini
2014
 Eindklassement Tour de l'Ardèche, Linda Villumsen
 Puntenklassement, Giorgia Bronzini
Etappe 1, 4 en 6, Giorgia Bronzini
Etappe 2 (ITT), Linda Villumsen
 Eindklassement Michelton Bay Classic Series, Giorgia Bronzini
 Sprintklassement, Peta Mullens
Ploegenklassement
Etappes 1, 3 en 4, Giorgia Bronzini
 Eindklassement Tour of Zhoushan Island, Charlotte Becker
 Puntenklassement, Giorgia Bronzini
 Beste Aziatische renster, Mayuko Hagiwara
1e etappe, Charlotte Becker
3e etappe, Giorgia Bronzini
 Eindklassement Surf & Turf Tweedaagse, Laura Trott
Proloog, 1e en 2e etappe, Laura Trott
Gemenebestspelen, ind. achtervolging, Joanna Rowsell
Gemenebestspelen, puntenkoers, Laura Trott
RideLondon Grand Prix, Giorgia Bronzini
Caraïbisch kampioen tijdrijden, Kathryn Bertine
2e etappe Giro Rosa, Giorgia Bronzini
Etappe 3 La Route de France, Giorgia Bronzini
Etappe 3 Ronde van Chongming, Giorgia Bronzini
2015
 Eindklassement La Route de France, Elisa Longo Borghini
Etappes 2 en 6, Giorgia Bronzini
Etappes 3 en 5, Elisa Longo Borghini
 Beste Italiaanse Giro Rosa, Elisa Longo Borghini
6e etappe, Mayuko Hagiwara
9e etappe, Mara Abbott
 Eindklassement BeNe Ladies Tour, Jolien D'Hoore
 Puntenklassement, Jolien D'Hoore
Ploegenklassement
Etappes 1, 2a (ITT) en 2b, Jolien D'Hoore
 Eindklassement Michelton Bay Classic Series, Chloe Hosking
1e etappe, Chloe Hosking
4e etappe, Giorgia Bronzini
 Puntenklassement Santos Women's Tour, Annette Edmondson
3e etappe, Giorgia Bronzini
Open de Suède Vårgårda, Jolien D'Hoore
Ronde van Vlaanderen, Elisa Longo Borghini
Ronde van Drenthe, Jolien D'Hoore
Omloop van het Hageland, Jolien D'Hoore
Cholet Pays de Loire Dames, Audrey Cordon
Ploegenklassement Ladies Tour of Qatar
1e etappe Energiewacht Tour, Jolien D'Hoore
2e etappe The Women's Tour, Jolien D'Hoore
3e etappe Ronde van Bretagne, Mayuko Hagiwara
1e en 2e etappe Boels Rental Ladies Tour, Jolien D'Hoore
2016
World Tour
 Eindklassement Ronde van Chongming, Chloe Hosking
2e etappe, Chloe Hosking
La Course by Le Tour de France, Chloe Hosking
La Madrid Challenge by La Vuelta, Jolien D'Hoore
1e en 8e etappe Giro Rosa, Giorgia Bronzini
3e etappe Giro Rosa, Chloe Hosking
5e etappe Giro Rosa, Mara Abbott
2e etappe Aviva Women's Tour, Amy Pieters
Overig
 Eindklassement Emakumeen Bira, Emma Johansson
1e en 2e etappe, Emma Johansson
3e etappe, Giorgia Bronzini
 Eindklassement Tour of the Gila, Mara Abbott
1e en 5e etappe, Mara Abbott
Eindklassement BeNe Ladies Tour, Jolien D'Hoore
1e, 3e (tijdrit) en 4e etappe, Jolien D'Hoore
Giro dell'Emilia, Elisa Longo Borghini
Gran Premio Bruno Beghelli, Chloe Hosking
GP de Dottignies, Giorgia Bronzini
Flanders Diamond Tour, Jolien D'Hoore
Proloog La Route de France, Amy Pieters
3e etappe La Route de France, Chloe Hosking
2e etappe Santos Women's Tour, Annette Edmondson
4e etappe Ladies Tour of Qatar, Chloe Hosking
4e etappe Tour de Feminin - O cenu Českého Švýcarska, Jolien D'Hoore
2017
World Tour
Strade Bianche, Elisa Longo Borghini
Eind- en bergklassement Ronde van Chongming, Jolien D'Hoore
2e en 3e etappe, Jolien D'Hoore
4e etappe Ronde van Californië, Giorgia Bronzini
Bergklassement OVO Women's Tour, Audrey Cordon-Ragot
5e etappe, Jolien D'Hoore
4e etappe Giro Rosa, Jolien D'Hoore
La Madrid Challenge by La Vuelta, Jolien D'Hoore
Overig
Omloop van het Hageland, Jolien D'Hoore
Pajot Hills Classic, Annette Edmondson
GP de Dottignies, Jolien D'Hoore
Proloog BeNe Ladies Tour, Annette Edmondson
1e etappe Ladies Tour of Norway, Jolien D'Hoore
Proloog en 2e etappe Lotto Belgium Tour, Jolien D'Hoore
Chrono des Nations, Audrey Cordon-Ragot
2018
World Tour
3e etappe Tour of Chongming Island, Kirsten Wild
2e etappe Giro Rosa, Kirsten Wild
RideLondon Classique, Kirsten Wild
Overig
4e etappe en eindklassement Thüringen Rundfahrt, Lisa Brennauer
1e, 2e en 4e etappe en eindklassement Gracia Orlová, Emilia Fahlin
1e etappe Tour Down Under, Annette Edmondson
3e etappe Healthy Ageing Tour, Kirsten Wild
1e etappe Ronde van Yorkshire, Kirsten Wild
Proloog BeNe Ladies Tour, Katie Archibald

## Kampioenschappen
2013
 Wereldkampioen baan (ploegachtervolging), Danielle King, Joanna Rowsell, Laura Trott
 Europees baankampioen (ploegachtervolging), Elinor Barker, Danielle King, Joanna Rowsell, Laura Trott
 Europees baankampioen (omnium), Laura Trott
 Australisch criterium kampioen (U23), Lauren Kitchen
 Brits kampioen tijdrijden, Joanna Rowsell
 Brits kampioen op de weg (U23), Laura Trott
 Brits baankampioen (ind. achtervolging), Laura Trott
 Brits baankampioen (puntenkoers), Laura Trott
 Brits baankampioen (koppelkoers), Laura Trott
 Brits baankampioen (ploegachtervolging), Elinor Barker, Danielle King, Joanna Rowsell, Laura Trott
 Italiaans baankampioen (keirin), Giorgia Bronzini
 Italiaans baankampioen (ploegachtervolging), Beatrice Bartelloni
 Nieuw-Zeelands criterium kampioen, Emily Collins
2014
 Wereldkampioen baan (ploegachtervolging), Elinor Barker, Joanna Rowsell, Laura Trott
 Europees baankampioen (ploegachtervolging), Elinor Barker, Joanna Rowsell, Laura Trott
 Europees baankampioen (omnium), Laura Trott
 Australisch kampioen XCE, Peta Mullens
 Brits kampioen op de weg, Laura Trott
 Brits kampioen op de weg (U23), Laura Trott
 Brits baankampioen (ploegachtervolging), Elinor Barker, Danielle King, Joanna Rowsell, Laura Trott
 Brits baankampioen (scratch), Laura Trott
 Italiaans baankampioen (ploegachtervolging), Beatrice Bartelloni
 Japans kampioen tijdrijden, Mayuko Hagiwara
 Japans kampioen op de weg, Mayuko Hagiwara
2015
 Wereldkampioen baan (ploegachtervolging), Annette Edmondson
 Wereldkampioen baan (ind. achtervolging), Rebecca Wiasak
 Wereldkampioen baan (omnium), Annette Edmondson
 Australisch baankampioen (koppelkoers), Jessica Mundy, Annette Edmondson
 Belgisch baankampioen (omnium), Jolien D'Hoore
 Belgisch kampioen op de weg, Jolien D'Hoore
 Frans kampioen tijdrijden, Audrey Cordon
 Japans kampioen op de weg, Mayuko Hagiwara
 Spaans kampioen tijdrijden, Anna Sanchis
 Spaans kampioen op de weg, Anna Sanchis
2016
Aziatisch kampioen tijdrijden, Mayuko Hagiwara
 Frans kampioen tijdrijden, Audrey Cordon
 Italiaans kampioen tijdrijden, Elisa Longo Borghini
 Spaans kampioen tijdrijden, Anna Sanchis
 Zweeds kampioen tijdrijden, Emma Johansson
 Zweeds kampioen op de weg, Emma Johansson
2017
 Wereldkampioen baan (koppelkoers), Jolien D'Hoore (met Lotte Kopecky)
 Belgisch kampioen op de weg, Jolien D'Hoore
 Frans kampioen tijdrijden, Audrey Cordon
 Italiaans kampioen op de weg, Elisa Longo Borghini
 Italiaans kampioen tijdrijden, Elisa Longo Borghini
2018
 Wereldkampioen baan (scratch, omnium en puntenkoers), Kirsten Wild
 Duits kampioen tijdrijden, Lisa Brennauer
 Frans kampioen tijdrijden, Audrey Cordon
 Japans kampioen op de weg, Eri Yonamine
 Japans kampioen tijdrijden, Eri Yonamine
 Oostenrijks kampioen tijdrijden, Martina Ritter
 Zweeds kampioen op de weg, Emilia Fahlin